# Hofanlage Lichtenberger Weg 5
Die Hofanlage Lichtenberger Weg 5 in Elsfleth-Lichtenberg, direkt an der Hunte, stammt aus dem 19. und dem frühen 20. Jahrhundert.

Aktuell (2023) wird sie als Wohnhaus und landwirtschaftlich (Tierzucht) genutzt.
Die Gebäude stehen unter Denkmalschutz (siehe auch Liste der Baudenkmale in Elsfleth).

## Geschichte
Die Hofanlage besteht aus
- dem eingeschossigen giebelständigen Wohn- und Wirtschaftsgebäude von 1815 (Inschrift) als Zweiständer-Hallenhaus in Backstein mit erhaltenem Ständergerüst, mit Krüppelwalmdach und Niedersachsengiebeln sowie Grooter Door mit Korbbogen; Wohnteil später zum Pferdestall umgebaut,[2]
- der eingeschossigen traufständigen rechten Gulfscheune von um 1900 mit Krüppelwalmdach und Querdurchfahrt sowie Anbau,[3]
- dem eingeschossigen giebelständigen verputzten Wohnhaus vom Typ Oldenburger Hundehütte (links vor dem Hauptgebäude) von um 1900 mit Drempel, Satteldach, übergiebelte Mittelrisalite auf beiden Traufseiten, segmentbogige (EG) und rundbogige (Giebel) Öffnungen sowie Fensterrahmungen und geschossteilende Gesimse[4]
- sowie weiteren nicht denkmalgeschützten Nebenanlagen.

Das Landesdenkmalamt befand: „… geschichtliche Bedeutung … als beispielhafte im frühen 19. Jh. entstandene und sukzessiv um eine Gulfscheune und ein Wohnhaus erweiterte Hofanlage … .“